# Parco nazionale del monte Cradle-lago St Clair
Il Parco nazionale del monte Cradle-lago St Clair (in inglese Cradle Mountain-Lake St Clair National Park) è un'area protetta localizzata nella provincia delle Central Highlands in Tasmania (Australia), distante 165 km a nord-ovest di Hobart. Il parco contiene molti percorsi escursionistici ed è il luogo da cui di solito partono le escursioni lungo la famosa Overland Track, una meta che attira spesso turisti appassionati delle lunghe passeggiate. Tra le principali bellezze naturali rientrano il monte Cradle e il Barn Bluff all'estremità settentrionale, il monte Pelion Est, il Pelion Ovest, l'Oakleigh e l'Ossa nella sezione centrale e, infine, il lago St Clair nella parte più meridionale del parco. Il parco rientra nella Tasmanian Wilderness, la zona riconosciuta come patrimonio mondiale dall'UNESCO.

## Storia

### Storia antica
Il parco nazionale del monte Cradle Mountain-lago St Clair si trova tra il fiume Big e le località abitate in tempi antichi dagli aborigeni della Tasmania settentrionale. La presenza degli aborigeni intorno al monte Cradle risale all'ultima era glaciale (10.000 anni fa) e si ritiene che le comunità locali fossero nomadi, improntate principalmente a compiere battute di caccia stagionali durante i mesi estivi. Diversi manufatti e resti di villaggi più o meno stanziali contenenti vari tipi di pietra e strumenti sono stati rinvenuti nella piana di Pelion e presso il lago St Clair, dove i primi topografi segnalarono la presenza di capanne nella zona. Gli aborigeni della Tasmania furono sterminati dai coloni europei al loro arrivo e gli ultimi aborigeni che vivevano ancora come nei secoli precedenti nell'area risiedevano tra Barn Bluff e il lago Windemere nel 1836.

### Arrivo degli europei
Gli europei esplorarono e scalarono per la prima volta il monte Cradle nel 1827-1828 con Joseph Fossey e Henry Hellyer. I due si insediarono nella regione settentrionale della Tasmania e effettuarono rilevamenti per conto della Van Diemen's Land Company. Il lago St Clair fu avvistato dal geometra William Sharland nel 1832, quando George Frankland era alla guida di una nuova spedizione tre anni dopo.
Alla fine del XIX secolo, si tentò di costruire una ferrovia funzionare a collegare più in fretta gli insediamenti distribuiti sulla costa occidentale della Tasmania, all'epoca accessibili solo tramite imbarcazioni. L'ingegnere ferroviario Allan Stewart cominciò a esaminare un percorso che conduceva alla valle del Mersey, ma esaurì le risorse messe a disposizione dallo Stato prima che il progetto potesse essere completato. Alcune parti del tragitto da lui tracciato sono state utilizzate per realizzare un collegamento viario che conducesse alla città mineraria di Rosebery.
La presenza di materie prime incoraggiò la prospezione e diede l'impulso all'installazione di diverse miniere tra cui quella di carbone vicino a Barn Bluff, quella di rame a Pelion Plains, il lago Windemere e il Commonwealth Creek, lo stagno presso il monte Inglis e il tungsteno nella valle di Forth. Nel corso di queste attività minerarie furono edificate delle capanne sulle rive del lago Windemere e dell'Old Pelion.
I cacciatori di animali lavorarono in zona dal 1860 fino alla crisi del commercio di pellicce avvenuta circa un secolo dopo, negli anni Cinquanta, quasi in concomitanza con quando la caccia nel parco fu dichiarata illegale. Sopravvivono oggi dei rifugi, tra cui Du Cane e Pine Valley, e sono evidenti i segni della presenza umana per via del disboscamento in vari punti.
Durante lo stesso periodo, la piana del Pelion veniva usato come sito per proseguire le attività di pascolo in estate: la zootecnia continuò ad essere intrapresa fino al 1948. Secondo quanto riferito, il bestiame rinselvatichito finiva per diventare piuttosto aggressivo nei confronti dell'uomo.

### Tutela ambientale e turismo
Sia il lago St Clair che il monte Cradle erano considerati dai coloni europei come destinazioni attraenti, per via della possibilità di realizzare alloggi turistici in ogni località.
Nel 1910 Gustav e Kate Weindorfer scalarono il monte Cradle: una volta ammirato da lassù il panorama, lasciandosi impressionare dalla bellezza, Gustav esclamò: "Quest'area deve diventare un parco nazionale per la gente per sempre. È magnifico e le persone devono conoscerlo e goderselo". Il luogo è stato dichiarato riserva panoramica nel 1922, poi riserva naturale nel 1927 e infine parco nazionale nel 1947. Durante tale periodo di transizione, i vecchi cacciatori e fabbricatori di pellicce iniziarono a costruire capanne e guidare gli escursionisti.
Negli anni '70 la gestione del parco passò alla neonata Tasmania Parks and Wildlife Service dopo la controversa inondazione del lago Pedder.

## Accesso
L'accesso da sud (lago St. Clair) avviene solitamente passando da Derwent Bridge sull'autostrada Lyell (A10). L'accesso a nord (valle di Cradle) avviene solitamente attraverso Sheffield, Wilmot o Mole Creek. Un ingresso meno sovente utilizzato è tramite l'Arm River Track, da est.

### Tassa di utilizzo
Nel 2005, il Tasmanian Parks and Wildlife Service ha introdotto un sistema di prenotazione e una tariffa per l'utilizzo dell'Overland Track nei periodi di punta. Il costo varia a seconda delle modalità con cui ci sposta, in quanto è possibile sia passeggiare lungo percorsi appositi sia ammirare il panorama a bordo di jeep, magari per scattare delle istantanee. Il denaro raccolto viene utilizzato per finanziare l'organizzazione dei guardaparchi del sito, la manutenzione dei binari, la costruzione di nuove strutture e il noleggio di mezzi di trasporto in elicottero per rimuovere i rifiuti dai servizi igienici nelle capanne del parco.

### Sviluppo
Il governo della Tasmania si è mosso per consentire lo sviluppo nei parchi nazionali e nelle aree di conservazione. È stato concesso un permesso, "in linea di principio", per la creazione di un resort "ecologico" a Pumphouse Point sul lago St Clair, completato nel 2015.

## Clima
| Dati climatici della valle di Cradle (903 m s.l.m.) | Mesi  | Mesi  | Mesi  | Mesi  | Mesi  | Mesi  | Mesi  | Mesi  | Mesi  | Mesi  | Mesi  | Mesi  | Stagioni | Stagioni | Stagioni | Stagioni | Anno    |
| Dati climatici della valle di Cradle (903 m s.l.m.) | Gen   | Feb   | Mar   | Apr   | Mag   | Giu   | Lug   | Ago   | Set   | Ott   | Nov   | Dic   | Est      | Aut      | Inv      | Pri      | Anno    |
| --------------------------------------------------- | ----- | ----- | ----- | ----- | ----- | ----- | ----- | ----- | ----- | ----- | ----- | ----- | -------- | -------- | -------- | -------- | ------- |
| T. max. media (°C)                                  | 16,6  | 17,0  | 14,4  | 10,8  | 7,9   | 5,1   | 4,6   | 4,9   | 7,5   | 10,5  | 12,8  | 15,2  | 16,3     | 11,0     | 4,9      | 10,3     | 10,6    |
| T. min. media (°C)                                  | 5,2   | 5,9   | 4,7   | 3,1   | 1,5   | −0,2  | −0,2  | −0,5  | 0,3   | 1,5   | 2,5   | 4,1   | 5,1      | 3,1      | −0,3     | 1,4      | 2,3     |
| T. max. assoluta (°C)                               | 30    | 30,5  | 25,1  | 20,0  | 17,8  | 11,1  | 11,5  | 12,7  | 17,9  | 19,9  | 22,0  | 27,0  | 30,5     | 25,1     | 12,7     | 22,0     | 30,5    |
| T. min. assoluta (°C)                               | −1    | −1,9  | −2,5  | −4,0  | −8,3  | −8,3  | −7,8  | −8,5  | −8,0  | −5,0  | −3,5  | −1,3  | −1,9     | −8,3     | −8,5     | −8,0     | −8,5    |
| Precipitazioni (mm)                                 | 148,8 | 121,9 | 148,1 | 204,1 | 276,4 | 272,3 | 315,7 | 301,7 | 269,4 | 252,4 | 205,1 | 181,7 | 452,4    | 628,6    | 889,7    | 726,9    | 2 697,6 |
| Giorni di pioggia                                   | 16,9  | 14,0  | 17,9  | 19,1  | 21,4  | 22,2  | 23,3  | 23,8  | 21,7  | 21,4  | 18,4  | 18,3  | 49,2     | 58,4     | 69,3     | 61,5     | 238,4   |
| Umidità relativa media (%)                          | 74    | 77    | 84    | 89    | 90    | 92    | 93    | 90    | 85    | 80    | 77    | 74    | 75       | 87,7     | 91,7     | 80,7     | 83,8    |

| Dati climatici del Parco nazionale del lago St. Clair | Mesi  | Mesi | Mesi  | Mesi  | Mesi  | Mesi  | Mesi  | Mesi  | Mesi  | Mesi  | Mesi  | Mesi  | Stagioni | Stagioni | Stagioni | Stagioni | Anno    |
| Dati climatici del Parco nazionale del lago St. Clair | Gen   | Feb  | Mar   | Apr   | Mag   | Giu   | Lug   | Ago   | Set   | Ott   | Nov   | Dic   | Est      | Aut      | Inv      | Pri      | Anno    |
| ----------------------------------------------------- | ----- | ---- | ----- | ----- | ----- | ----- | ----- | ----- | ----- | ----- | ----- | ----- | -------- | -------- | -------- | -------- | ------- |
| T. max. media (°C)                                    | 19,3  | 19,2 | 16,6  | 13,0  | 10,3  | 7,7   | 7,3   | 8,2   | 10,0  | 12,6  | 15,5  | 17,3  | 18,6     | 13,3     | 7,7      | 12,7     | 13,1    |
| T. min. media (°C)                                    | 6,3   | 5,9  | 4,2   | 2,8   | 1,6   | 0,2   | −0,1  | 0,3   | 0,9   | 2,0   | 3,6   | 5,0   | 5,7      | 2,9      | 0,1      | 2,2      | 2,7     |
| T. max. assoluta (°C)                                 | 33    | 31,9 | 30,2  | 23,2  | 21,7  | 14,2  | 13,1  | 17,0  | 20,4  | 25,7  | 28,0  | 32,6  | 33,0     | 30,2     | 17,0     | 28,0     | 33,0    |
| T. min. assoluta (°C)                                 | −2,5  | −4,0 | −4,1  | −5,0  | −6,0  | −7,0  | −7,2  | −7,0  | −6,2  | −6,5  | −4,0  | −2,6  | −4,0     | −6,0     | −7,2     | −6,5     | −7,2    |
| Precipitazioni (mm)                                   | 101,7 | 83,6 | 107,1 | 135,0 | 157,1 | 172,8 | 205,3 | 247,6 | 217,2 | 175,2 | 136,2 | 130,8 | 316,1    | 399,2    | 625,7    | 528,6    | 1 869,6 |

## Biodiversità

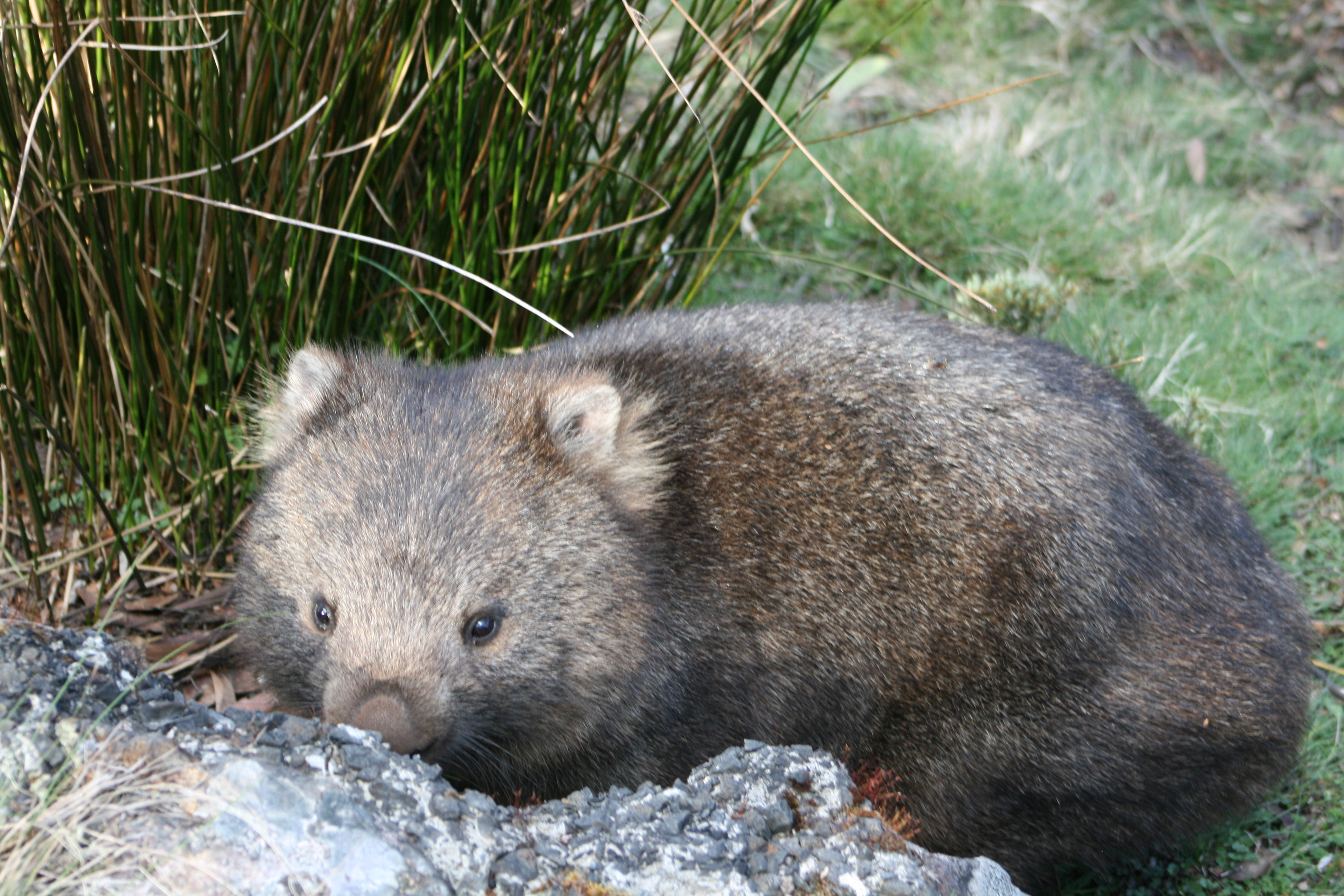
Vombato nel Parco nazionale

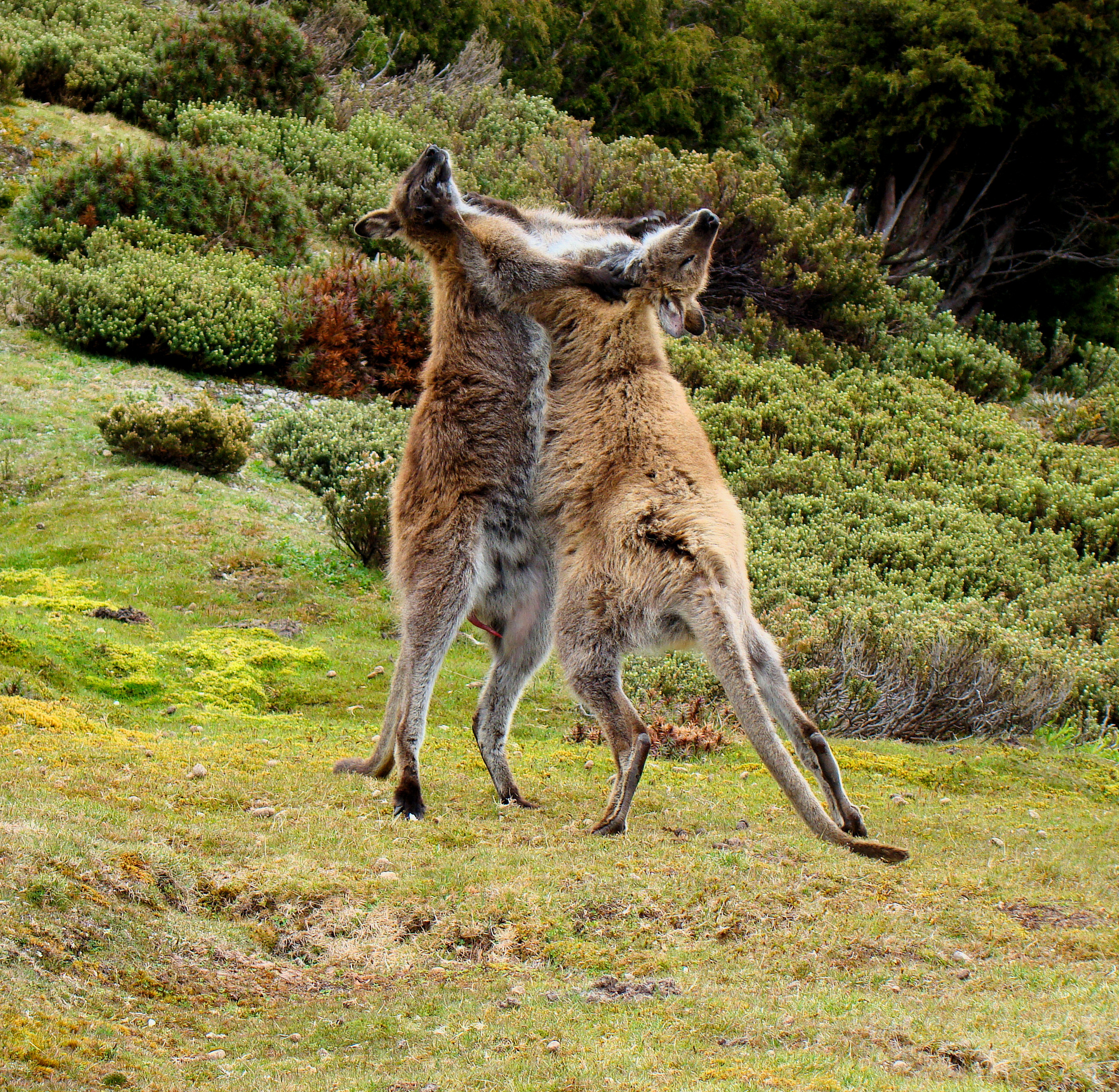
Due maschi di wallaby dal collo rosso combattono per il predominio territoriale vicino al monte Ossa

Il Parco nazionale del monte Cradle-lago St Clair conta un numero ampio di specie endemiche della Tasmania: il 40-55% della flora alpina documentata dell'area protetta è infatti esclusiva del posto. Inoltre, il 68% delle specie registrate nella foresta pluviale e nelle aree montane della Tasmania sono presenti nel parco. La vegetazione montana, in particolare, risulta estremamente varia ed è in gran parte sfuggita agli incendi boschivi che hanno causato sofferenze nelle regioni limitrofe.
Tra gli animali presenti, si possono citare il pademelon della Tasmania (Thylogale billardierii), il wallaby dal collo rosso (Macropus rufogriseus), il quoll (Dasyurus), il diavolo della Tasmania (Sarcophilus harrisii), l'echidna dal becco corto (Tachyglossus aculeatus), l'ornitorinco (Ornithorhynchus anatinus), il vombato comune (Vombatus ursinus), l'opossum australiano (Phalangeriformes), il corvo di foresta (Corvus tasmanicus) e il currawong nero (Strepera fuliginosa).

### Uccelli
Il parco è stato identificato come un'Area di Interesse Ornitologico (Important Bird Area o, in acronimo, IBA) perché costituisce habitat per undici specie endemiche di uccelli della Tasmania, come pure per la balia di fiamma (Petroica phoenicea), la balia ventrerosa (Petroica rodinogaster), l'aquila codacuneata (Aquila audax), il più grande rapace dell'Australia, e la rara, anche se non unica del sito, rosella verde (Platycercus caledonicus). Questa IBA è tra le più importanti nella Tasmania centro-settentrionale.

### Funghi
Anche i funghi fanno parte della biodiversità del parco. Mentre il piano di gestione per il parco nazionale del monte Cradle-lago St Clair riferisce solo di quelli più pericolosi (Phytophthora cinnamomi e Chalara australis) per avvisare i turisti, oltre a menzionare quelli infestanti, il parco offre una varietà di funghi che svolgono ruoli ecologici benefici. In effetti, la maggior parte dei funghi svolge ruoli positivi piuttosto che negativi: anche i parassiti, spesso considerati negativamente, sono una parte vitale di ecosistemi sani, in quanto giocano alcune funzioni negli stessi.

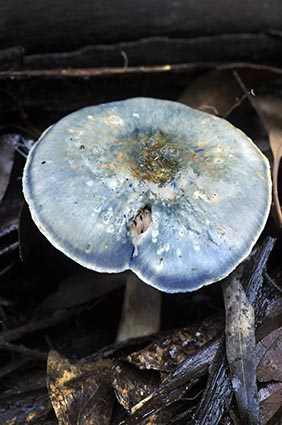
Cortinarius metallicus

In quanto riciclatori primari di materia organica, i funghi saprobici abbattono i rami caduti e la lettiera fogliare, rendendo disponibili nutrienti vitali per altri organismi. Altre specie formano relazioni simbiotiche con altri organismi: sebbene ciò venga raramente riconosciuto, la grande maggioranza delle piante nel Parco nazionale del monte Cradle-lago St Clair (e, in effetti, nel mondo) forma relazioni micorriziche reciprocamente vantaggiose con i funghi (si pensi ai licheni).
Data la grande diversità di piante, habitat speciali e microclimi nel parco, non deve stupire l'elevatissimo numero di funghi presenti, compresi i licheni. Diverse centinaia di specie sono già state studiate da naturalisti sul campo e catalogate nell'Atlas of Living Australia.
Nonostante il loro ruolo essenziale nel sostenere gli ecosistemi terrestri, i funghi sono a malapena riconosciuti come una parte vitale della biodiversità australiana. Sebbene l'Australia abbia strategie di conservazione della biodiversità a livello nazionale e statale e abbia ratificato convenzioni internazionali, la maggior parte trascura i funghi, inclusa la Strategia per il patrimonio naturale della Tasmania, che fa solo un riferimento generico a tale regno.

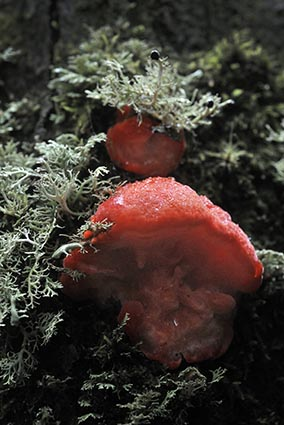
La staffa di fragola (Tyromyces pulcherrimus)

Una delle specie più caratteristiche che cresce nelle parti più umide del parco è la staffa di fragola (Tyromyces pulcherrimus), il quale cresce nei pressi dei faggi e di altre specie simili. L'organizzazione australiana per la scienza dei cittadini, Fungimap, sta documentando e mappando la distribuzione dei funghi, compresi quelli che si rintracciano nei parchi nazionali. Il Cortinarius metallicus è una delle specie micorriziche su cui si hanno più informazioni presente nel parco.

## Nella cultura di massa
Quest'area è stata utilizzata per filmare le scene dei documentari sulla vita preistorica Nel mondo dei dinosauri e L'impero dei dinosauri.